# Burdel

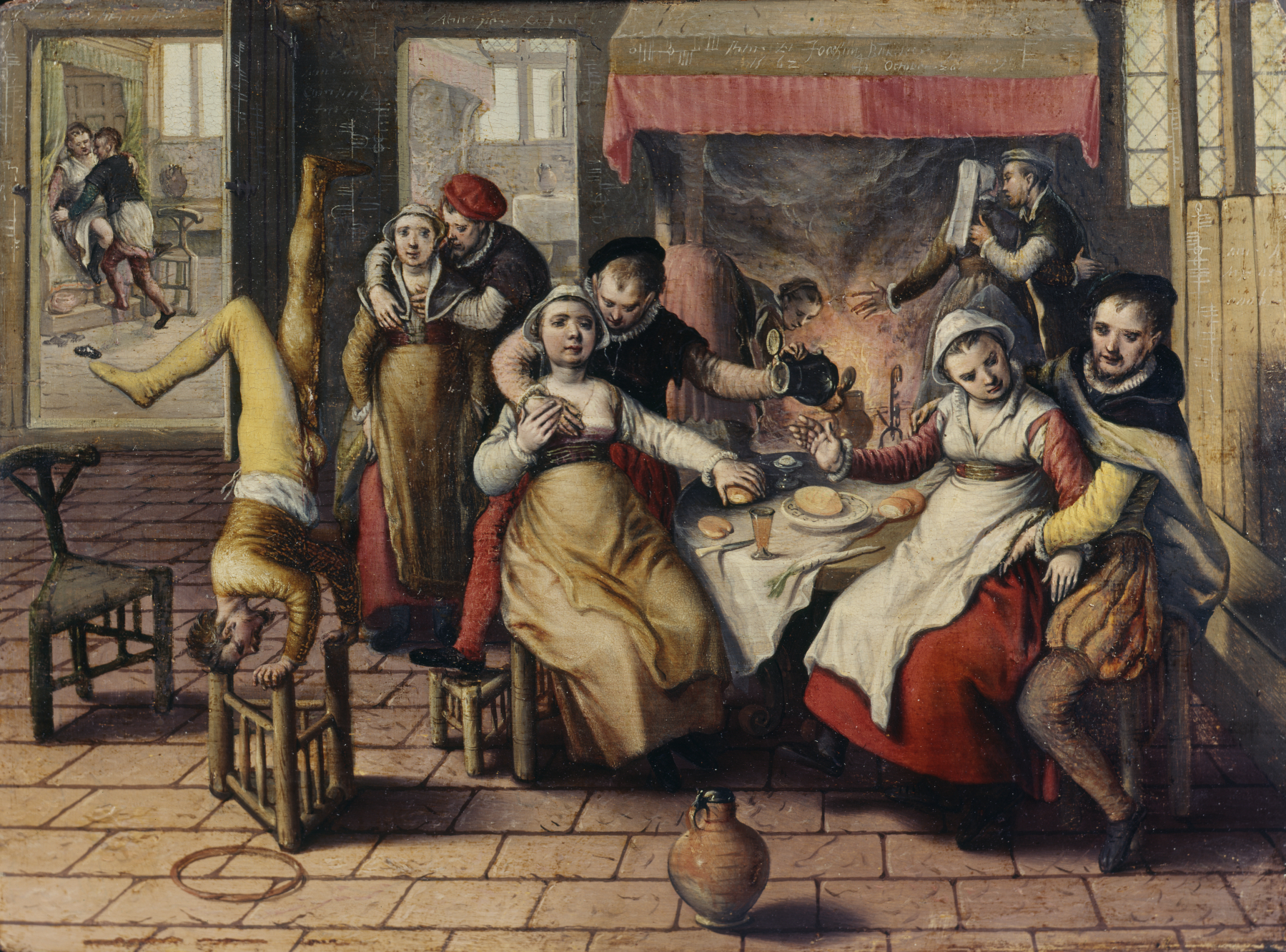
Burdel (J. Beuckelaer, 1562)

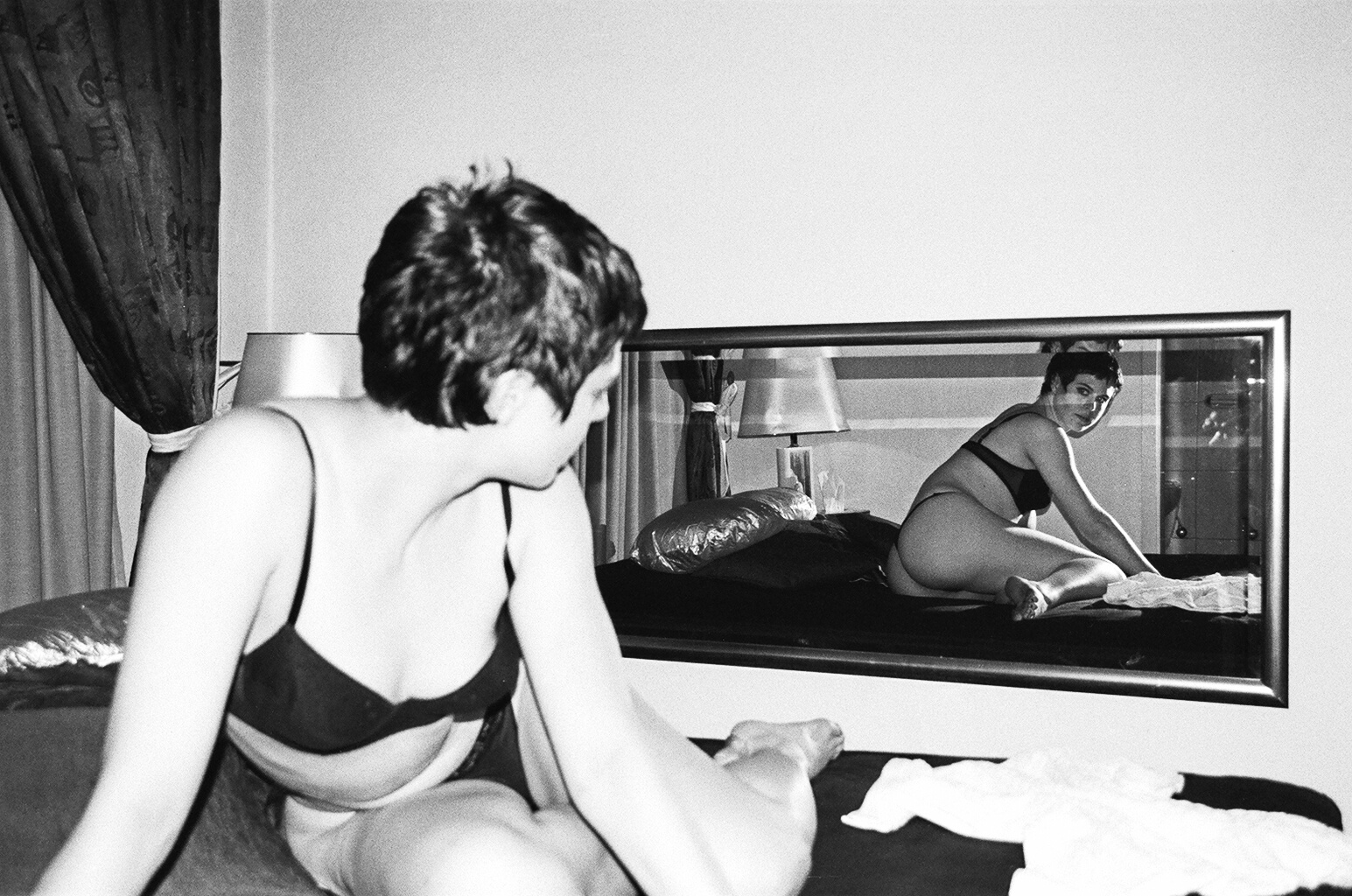
Una prostituta en un burdel de Berlín.

Un burdel (del catalán bordell o del occitano bordel) (también prostíbulo, lupanar, mancebía, casa de lenocinio, casa de sexoservicio o puticlub, entre otros sinónimos) es un lugar en el que se practica la prostitución.

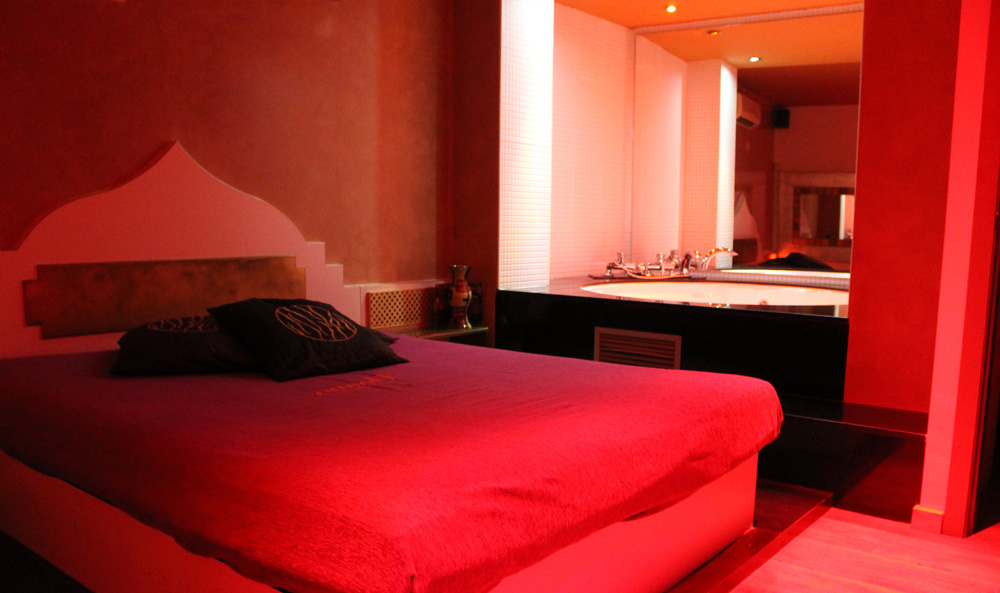
Habitación de un burdel, en el siglo XXI (2016).

Según el diccionario de la Enciclopèdia Catalana, el origen del término bordell probablemente esté relacionado con el de la palabra bord (literalmente: borde) en su acepción de bastado, "nacido de un padre y de una madre que no están casados" o "nacido de padres desconocidos, expósito", por el hecho de ser un lugar de eventual engendramiento de gente "burda" (del lat. tardío burdus' ', bastardo').
De acuerdo con Joaquín Escriche, antiguamente se decía bardeau y significa a flor de agua, o en la ribera del mar, por alusión al epíteto de Venus llamada aphrodites, esto es, nacida de la espuma del mar.
A pesar de que hay muchas diferencias, los burdeles «clásicos» tienen dos elementos comunes: un bar en el que los clientes esperan  y se relajan y un conjunto de habitaciones en las que las prostitutas mantienen relaciones sexuales con los clientes.
Suele estar regentado por una persona generalmente una mujer denominada matrona o madame. Esta es la encargada de mostrar a las chicas en ropas diminutas (tanga, bikini, etc.) al cliente, que es quien decide quién será la elegida para proporcionar los servicios sexuales.
Desde la aparición de Internet los burdeles han ido a menos, ya que la red facilita más la comunicación entre proxeneta y cliente, y la proliferación de hostales o alojamientos donde se ejerce la prostitución, muchas veces de manera clandestina, localizados en lugares céntricos de las ciudades. Una opción al problema de la prostitución clandestina sería la creación de alojamientos de alterne, donde las meretrices son agrupadas y controladas por las entidades municipales de salud.

## Estatus legal
El 2 de diciembre de 1949, la Asamblea General de las Naciones Unidas aprobó el Convenio para la represión de la trata de personas y de la explotación de la prostitución ajena. El Convenio entró en vigor el 25 de julio de 1951 y para diciembre de 2013 había sido ratificado por 82 Estados. El Convenio pretende combatir la prostitución, que considera «incompatible con la dignidad y el valor de la persona humana». Las partes del Convenio acordaron abolir la regulación sobre prostitutas individuales y prohibir los burdeles y el proxenetismo. Algunos países que no son parte del convenio también prohíben la prostitución o el funcionamiento de burdeles. Sin embargo, diversas comisiones de las Naciones Unidas tienen posturas divergentes sobre la cuestión. Por ejemplo, en 2012, una comisión del Programa Conjunto de las Naciones Unidas sobre el VIH/sida (ONUSIDA) convocada por Ban Ki-moon y respaldada por el Programa de las Naciones Unidas para el Desarrollo y ONUSIDA, recomendó la despenalización de los burdeles y el proxenetismo.

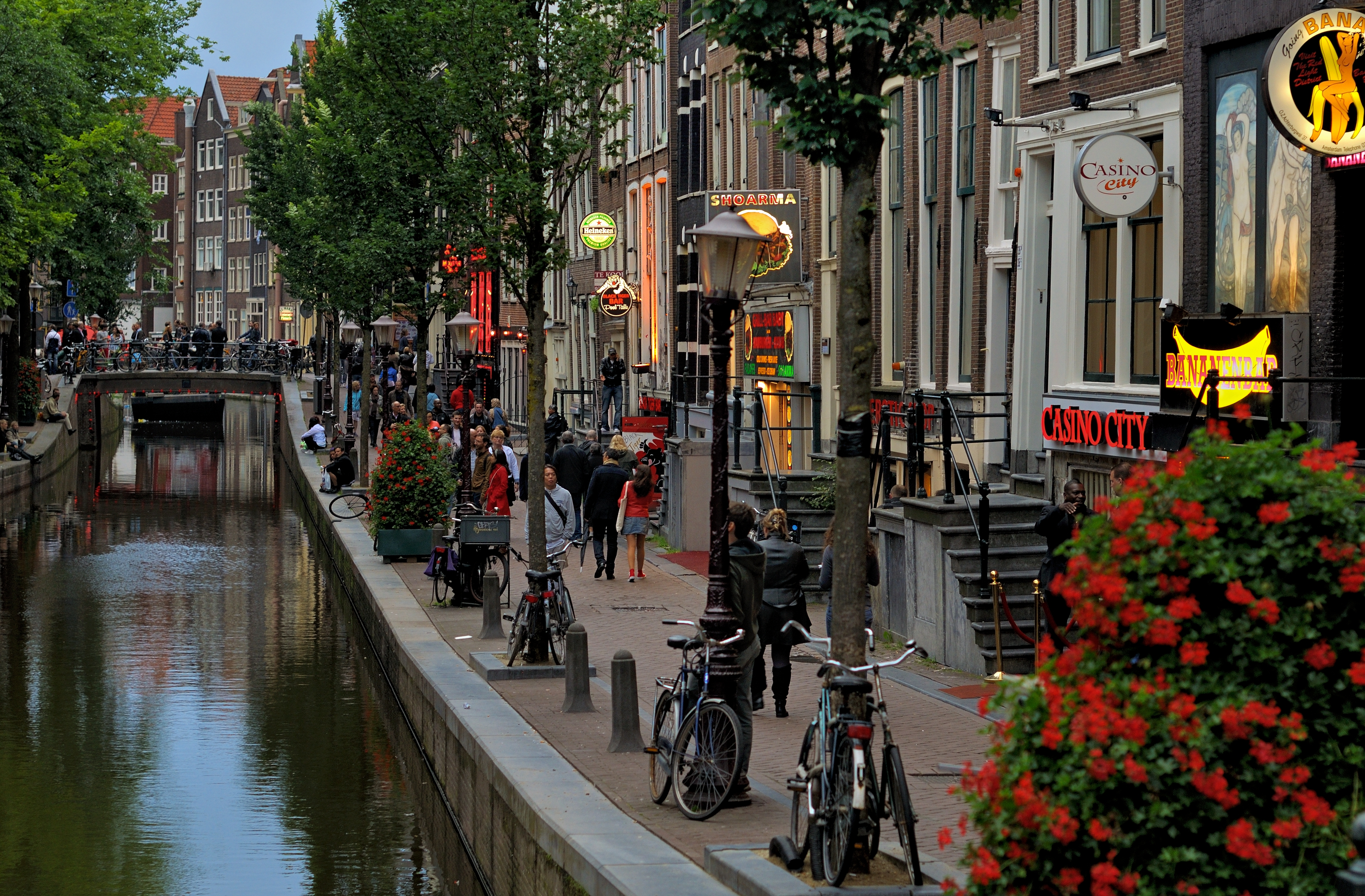
De Wallen, el barrio rojo de Ámsterdam, ofrece actividades como la prostitución legal y varios coffee shops que venden marihuana. Es una de las principales atracciones turísticas de la ciudad.

En la Unión Europea no hay una política uniforme ni consenso sobre el tema, y las leyes varían mucho de un país a otro. Alemania y los Países Bajos tienen las políticas más liberales; en Suecia (y en Noruega e Islandia, fuera de la UE) es ilegal «comprar» sexo, pero no venderlo. En la mayoría de los antiguos países comunistas las leyes se centran en las prostitutas, mientras que en países como el Reino Unido (excepto Irlanda del Norte), Italia y España el acto de la prostitución no es ilegal en sí mismo, pero sí lo son el ofrecer prostitución, el proxenetismo y los burdeles, por lo que es difícil ejercer la prostitución sin infringir ninguna ley. El Lobby Europeo de Mujeres condena la prostitución como «una forma intolerable de violencia machista» y apoya el «modelo sueco».
En febrero de 2014, los miembros del Parlamento Europeo votaron en una resolución no vinculante, (aprobada por 343 votos a favor, 139 en contra y 105 abstenciones), a favor del «modelo sueco» de penalizar la compra, pero no la venta, de sexo (o «castigar al cliente y no a la prostituta»).

Los burdeles sólo son legales en los países y zonas que aparecen en verde o azul claro

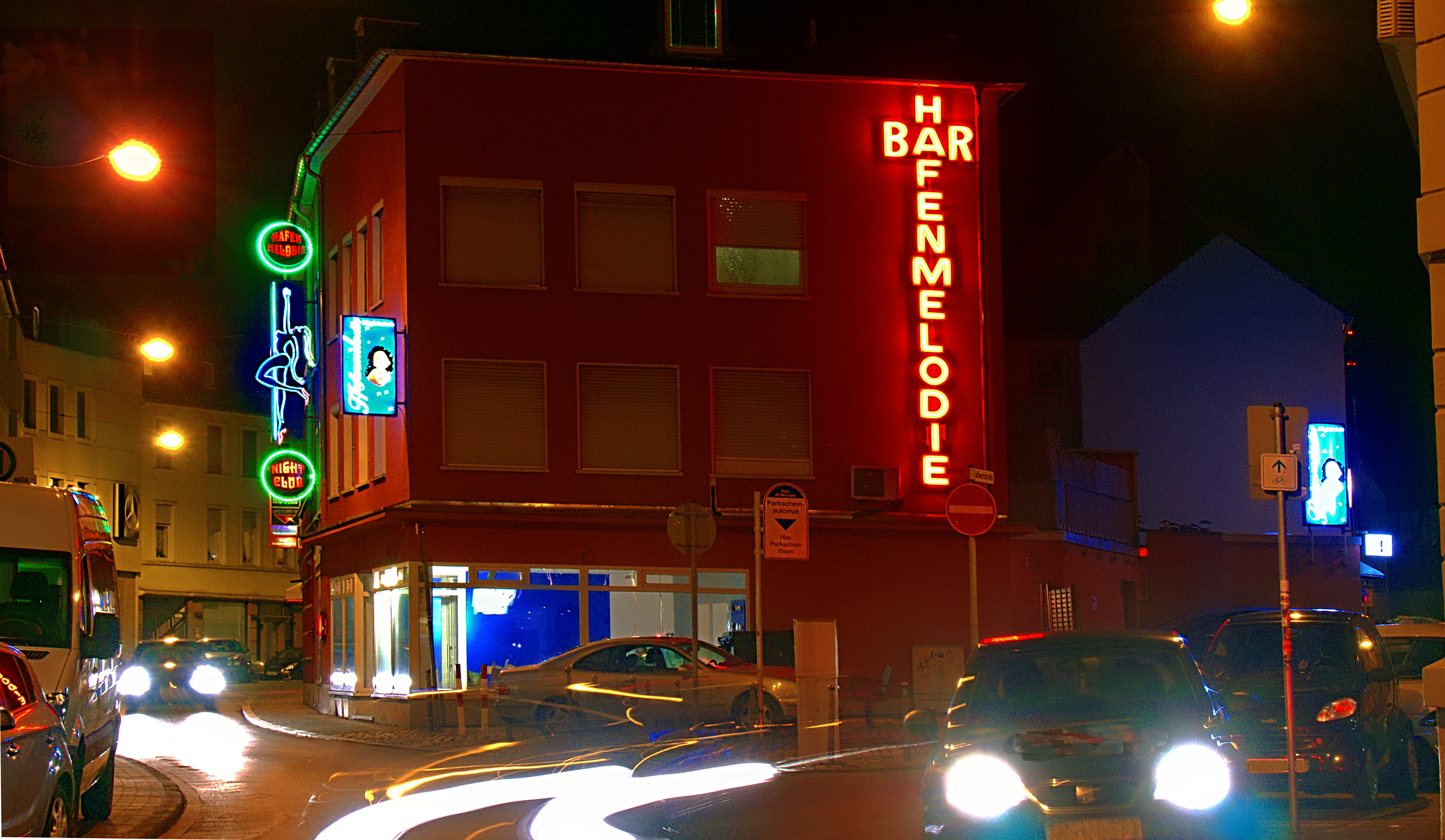
Burdel Hafenmelodie en Tréveris (Alemania)

La prostitución y el funcionamiento de burdeles son ilegales en muchos países, aunque es posible que se toleren burdeles ilegales conocidos o que las leyes no se apliquen estrictamente. Estas situaciones se dan en muchas partes del mundo, pero la región que más a menudo se asocia con estas políticas es Asia. Cuando los burdeles son ilegales pueden, no obstante, funcionar bajo la apariencia de un negocio legítimo, como salones de masaje, saunas o spas.
En algunos países, la prostitución y el funcionamiento de burdeles son legales y están regulados. El grado de regulación varía mucho de un país a otro. La mayoría de estos países permiten los burdeles, al menos en teoría, ya que se consideran menos problemáticos que la prostitución callejera. En algunas partes de Australia, los burdeles son legales y están regulados. La regulación incluye controles urbanísticos y requisitos de licencia y registro, y puede haber otras restricciones. Sin embargo, la existencia de burdeles con licencia no impide el funcionamiento de burdeles ilegales. Según un informe del Daily Telegraph de Australia, en 2009 los burdeles ilegales de Sídney superaban en número a los autorizados en una proporción de cuatro a uno, mientras que en Queensland apenas el 10% de la prostitución se ejerce en burdeles autorizados, y el resto lo constituyen profesionales del sexo independientes (lo cual es legal) u operaciones ilegales. La introducción de burdeles legales en Queensland tuvo por objeto contribuir a mejorar la seguridad de las trabajadoras sexuales, los clientes y la comunidad en general, así como a reducir la delincuencia.
Los Países Bajos tienen una de las políticas de prostitución más liberales del mundo, y atraen a turistas sexuales de muchos otros países. Ámsterdam es muy conocida por su barrio rojo y es un destino para el turismo sexual. Alemania también tiene leyes muy liberales sobre la prostitución. El mayor burdel de Europa es el Pascha de Colonia. Aunque el Hotel Dumas en Butte, Montana, funcionó legalmente desde 1890 hasta 1982, actualmente los burdeles son ilegales en todo Estados Unidos, excepto en zonas rurales de Nevada; la prostitución fuera de estos burdeles con licencia es ilegal en todo el estado. Todas las formas de prostitución son ilegales en el condado de Clark, en donde se encuentra el área metropolitana de Las Vegas-Paradise.